# 쓰리 데이즈 (2010년 영화)
《쓰리 데이즈》(영어: The Next Three Days)는 2010년 공개된 미국의 범죄 스릴러 영화이다. 2008년 프랑스 영화 《애니씽 포 허》의 리메이크 작품이다.
2009년 말 피츠버그에서 촬영된 이 영화는 2010년 11월 19일 라이언스게이트를 통해 미국에서 극장 개봉되었다. 비평가들로부터 엇갈린 평가를 받았으며 제작 예산 3천만 달러 대비 전 세계적으로 6,800만 달러의 수익을 올렸다.

## 줄거리
펜실베이니아주 피츠버그에서 라라 브레넌은 살인죄로 종신형을 선고받는다. 3년 뒤 어린 아들 루크는 교도소 방문에서 라라를 외면하고, 남편 존은 항소를 시도하지만 실패한다. 라라의 변호사는 증거를 받아들이라고 하지만 존은 라라의 무죄를 확신하며 라라를 탈옥시키기로 결심한다.
존은 과거 탈옥 경험이 있는 데이먼 페닝턴에게 자문을 구하고, 3개월 동안 교도소 내부를 조사하며 탈옥을 준비한다. 가짜 여권을 구하려다 실패하고 폭행을 당하기도 하지만 모터사이클 운전자의 도움으로 결국 가짜 여권을 손에 넣는다. 존은 교도소 안에서 만능 열쇠를 열쇠 구멍에 시험해 보다가 발각될 뻔한 뒤 라라를 체포했던 형사들에게 의심을 받는다. 존은 라라의 당뇨병 검사가 이뤄지는 의료실 소속 차량 안에 몰래 들어가는 방법도 알아낸다.
라라가 경비가 엄중한 교도소로 이송되기까지 3일밖에 남지 않았다는 것을 알게 된 존은 급하게 돈을 마련하려고 하지만 실패하고, 결국 마약 제조실을 습격하여 돈을 훔친다. 이 과정에서 총격전이 벌어지고, 범죄자 중 한 명이 죽는다. 라라는 면회를 온 존과 다투던 중 죄를 자백하지만 존은 여전히 그녀의 무죄를 믿는다. 탈옥 계획 실행에 착수한 존은 의료실 전화선을 끊어 병원과의 연락을 차단하고 의료실 차량 안에 고칼륨혈증이 나오게 조작한 혈액 검사 결과를 집어넣는다. 병원 의사는 의료실과 연락이 닿지 않아 결과를 재확인할 방법이 없자 라라를 일단 병원으로 이송시키고, 존은 병원에서 라라를 구출한다.
형사들에게 쫓기던 존과 라라는 피츠버그 펭귄스 팬들 속에 숨어 지하철을 타고 도망치다가 비상 정지를 시키고 미리 준비해둔 도주 차량으로 갈아탄다. 존은 루크가 집이 아니라 동물원에 있다는 사실을 알게 되자 시간이 부족하다는 판단 하에 루크를 두고 떠나려고 하지만 결국 루크를 동물원에서 데려온다. 존은 기차역이 봉쇄돼 발이 묶인 한 노부부를 태워 경찰 검문소를 뚫고 노부부를 뉴욕주 버펄로에 내려준 뒤 가짜 여권을 이용하여 캐나다 공항에서 베네수엘라행 비행기에 탑승하며 탈출에 성공한다.
사건의 전말은 플래시백으로 드러나는데, 라라가 무죄였음이 밝혀진다. 살인 사건 현장을 재수사하던 형사들은 라라의 현장 부재 증명 단서인 단추를 간발의 차로 발견하지 못한다. 카라카스 호텔에서 존은 잠든 라라와 루크의 사진을 찍는다.

## 출연진
- 러셀 크로 - 존 브레넌 역
- 엘리자베스 뱅크스 - 라라 브레넌 역
- 브라이언 데너히 - 조지 브레넌 역
- 레니 제임스 - 너불시 경위 역
- 올리비아 와일드 - 니콜 역
- 타이 심프킨스 - 루크 브레넌 역
- 리엄 니슨 - 데이먼 페닝턴 역
- 대니얼 스턴 - 마이어 피스크 역
- 케빈 코리건 - 앨릭스 거이다 역
- 제이슨 버게이 - 퀴넌 형사 역
- 아이샤 하인즈 - 컬레로 형사 역
- 타이론 지오다노 - 마이크 역
- 조너선 터커 - 데이비드 역
- 앨런 스틸 - 해리스 경사 역
- RZA - 모스 역
- 제임스 랜슨 - 하브 역
- 모란 아티아스 - 어릿 역
- 마이클 부이 - 믹 브레넌 역
- 트루디 스타일러 - 버디 리프슨 의사 역
- 나자닌 보니아디 - 일레인 역
- 타일러 M. 그린 - 3살 연령 루크 역

## 기타 제작진
- 공동 제작: 외제니 그랑발
- 배역: 랜디 힐러
- 미술: 로런스 베넷
- 세트: 린다 리 서턴
- 의상: 애비게일 머리